# Renée Wagener

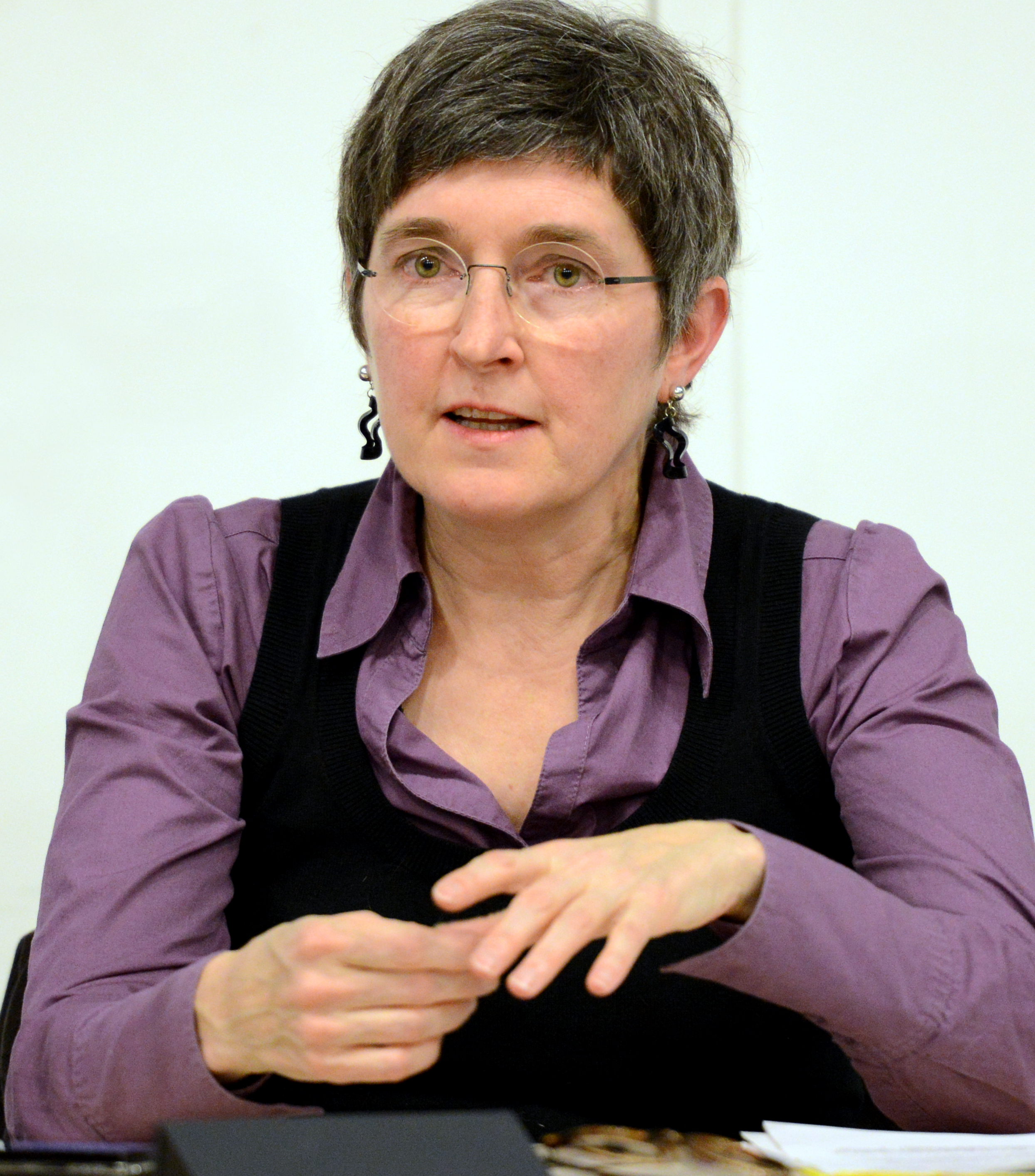
Renée Wagener, Dezember 2014

Renée Wagener (* 21. November 1962 in der Stadt Luxemburg) ist eine luxemburgische Historikerin, Journalistin und frühere Politikerin. Ihre Beiträge erscheinen häufig bei Woxx. Sie war von 1994 bis 2004 Parlamentsabgeordnete bei den Grünen.
Wagener beendete 1997 den Studiengang Sozialwissenschaften an der Fernuniversität Hagen mit ihrer Magisterarbeit Politische Partizipation von Frauen in Luxemburg seit 1919.  2017 promovierte sie, ihre Dissertation behandelt die jüdische Minderheit in Luxemburg von der französischen Revolution bis zum Beginn des 21. Jahrhunderts. In ihren Werken ist sie vor allem durch Veröffentlichungen zu feministischen und ökologischen Themen hervorgetreten.
In einer vom Centre d'information et de documentation „Thers Bodé“ zum Internationalen Frauentag am 8. März 1994 herausgegebenen Publikation schilderte Renée Wagener die Entwicklungen, die zur Einführung des Frauenwahlrechts in Luxemburg geführt hatten.

## Publikationen
- Emanzipation und Antisemitismus. Die jüdische Minderheit in Luxemburg vom 19. bis zum beginnenden 21. Jahrhundert (= Studien zum Antisemitismus in Europa. Band 16). Metropol, Berlin 2022, ISBN 978-3-86331-655-6.
- Die „Königsrose“ und die „Revolutionäre“. Historische Darstellungen der Krise von 1918/1919. In: Hémecht. Zeitschrift für Luxemburger 69 (2017), Nr. 3–4, Editions Saint-Paul, Luxemburg 2017, ISSN 0018-0270, S. 47–59.
- „Endlich flatterte die Wäsche am Westwall“. Der ehemalige Westwall aus der Luxemburger Perspektive. In: Naturschutz am ehemaligen Westwall. NS-Großanlagen im Diskurs. Herausgegeben von Gesellschaft zur Förderung der Hochschule Geisenheim (= Geisenheimer Beiträge zur Kulturlandschaft. Bd. 1). Geisenheim 2016, S. 58–66.
- „Man kann aber Antisemit und doch ein guter Katholik sein.“ Die Rezeption der Dreyfus-Affäre in Luxemburg. In: Judaica. Beiträge zum Verstehen des Judentums. (2012) 3, S. 247–277.
- Politische Partizipation von Frauen in Luxemburg seit 1919. Hrsg. vom Centre de Documentation et d'Information „Thers Bodé“. Ministère de la Promotion féminine, Luxemburg 1998, ISBN 2-919876-16-3 (= zugleich „leicht korrigierte Fassung einer Magistraarbeit im Studiengang Sozialwissenschaften an der FernUniversität Hagen (Deutschland) im November 1997“).[1]
- Marguerite Thoma-Clement, Sprecherin der Frauen. Die erste Luxemburger Abgeordnete. In: „Wenn nun wir Frauen auch das Wort ergreifen …“ Publications nationales, Luxemburg 1997.
- Catherine Schleimer-Kill und die „Action féminine“. In: „Wenn nun wir Frauen auch das Wort ergreifen …“ Publications nationales, Luxemburg 1997.
- Germaine Goetzinger, Antoinette Lorang, Renée Wagener (Hrsg.): „Wenn nun wir Frauen auch das Wort ergreifen …“ 1880–1950. Frauen in Luxemburg – Femmes au Luxembourg. Luxemburg 1997.
- „… wie eine frühreife Frucht“. Zur Geschichte des Frauenwahlrechts in Luxemburg. Mit einem Vorwort von Germaine Goetzinger und einem Exkurs von Mady Engel. Hrsg. vom Centre de Documentation et d'Information „Thers Bodé“. forum für Politik Gesellschaft und Kultur, Luxemburg 1994, ISBN 2-919992-00-7.[4]

## Einzelbelege
1. 1 2  Renée Wagener u. a.: Politische Partizipation von Frauen in Luxemburg seit 1919. Centre d’information et de documentation des femmes „Thers Bodé“, 1998. (Metadaten (Permalink) in a-z.lu der Nationalbibliothek Luxemburg, abgerufen am 19. November 2024.)
2. ↑  Renée Wagener: Die jüdische Minderheit in Luxemburg und das Gleichheitsprinzip. Staatsbürgerliche Emanzipation vs. staatliche und gesellschaftliche Praxis vom 19. bis zum Beginn des 21. Jahrhunderts. Dissertation. FernUniversität in Hagen, 2017, urn:nbn:de:hbz:708-dh5734.
3. ↑  Georges Hausemer (Hrsg.): Luxemburger Lexikon. Luxemburg 2006, S. 449.
4. 1 2  Renée Wagener: „… wie eine frühreife Frucht“. Zur Geschichte des Frauenwahlrechts in Luxemburg. Centre d’information et de documentation des femmes „Thers Bodé“, 1994. (Metadaten (Permalink) in a-z.lu der Nationalbibliothek Luxemburg, abgerufen am 19. November 2024.)
5. ↑  forum-Redaktion: Die Einführung des Frauenwahlrechts in Luxemburg Buchbesprechung. In: forum für Politik Gesellschaft und Kultur. forum ASBL (Hrsg.), Heft Nr. 148, Dezember 1993, S. 2 (PDF; 151 KB auf forum.lu, abgerufen am 19. November 2024): „In einer Publikation, die vom Centre d'information et de documentation Thers Bodé herausgegeben und von ‚forum‘ verlegt wird, schildert Renée Wagener die Entwicklungen, die vor 75 Jahren zur Einführung des Frauenwahlrechts führten. Sie untersucht den Beitrag der Parteien zur Einführung des Fauenwahlrechts, aber auch den Einfluß der in- und ausländischen Frauenbewegung.“

| Personendaten    | Personendaten                                                     |
| ---------------- | ----------------------------------------------------------------- |
| NAME             | Wagener, Renée                                                    |
| KURZBESCHREIBUNG | luxemburgische Journalistin und Politikerin, Mitglied der Chambre |
| GEBURTSDATUM     | 21. November 1962                                                 |
| GEBURTSORT       | Luxemburg, Luxemburg                                              |